# Ютунгеймен
Ю́тунгеймен (норв. Jotunheimen) — нагір'я у Норвегії, на північний схід від верхів'їв Согнефіорда. Висота 1500—2000 м (найбільша 2469 м — гора Гальхепігген (2469 м), найвища у Скандинавських горах).
Нагір'я складене головним чином габро і діабазами. Розчленоване глибокими долинами. Понад 300 карових і карово-долинних льодовиків, льодовикові «шапки» (загальною площею 333,8 км²). Опадів 1300—2000 мм на рік. Порожисті річки. Гірська тундра; по долинах річок — хащі берези, осики, горобини.
Туризм, зимовий спорт.